# Веденмеер, Андрей Павлович
Андре́й Па́влович Веденме́ер (укр. Андрій Павлович Веденмеєр; род. 24 ноября 1971, Симеиз, Крымская область) — Заслуженный мастер спорта Украины, скалолаз, чемпион мира и Европы в лазании на скорость.

## Биография
Родился 24 ноября 1971 года в поселке Симеиз недалеко от Ялты. Профессионально занимается скалолазанием с 13 лет. В 16 лет стал чемпионом Украины. С 1988 года тренировался в Ялтинской ДЮСШ у тренера Панферовой Маргариты Сергеевны. С 1989 года по 1991 занимался в ЦСКА города Алма-Ата под руководством тренера Ерванда Тихоновича Ильинского.
В 1991 году завоевал бронзовую медаль в последнем в истории СССР чемпионате по скалолазанию. В 1995 году на чемпионате мира в Женеве выиграл золотую медаль в лазании на скорость. В 1996 году на чемпионате Европы в Париже стал золотым призёром в лазании на скорость.
Ушел из большого спорта в 2001 году из-за заболевания суставов.
В настоящее время работает тренером по скалолазанию в детском спортивном клубе Ялты. Крымские скалы считает любимым местом тренировок. В них Веденмеер разработал ряд скалолазных маршрутов. В частности, он является автором маршрута «Атлант-М» — самого сложного мультипитчевого скалолазного маршрута в СНГ.
Любимый спортсмен — Салават Рахметов.
Первая жена — Маргарита Панферова, тренер Андрея Веденмеера.